# USS Cincinnati (SSN-693)
| «Цинциннаті»               | «Цинциннаті»                     | «Цинциннаті»                     |
| -------------------------- | -------------------------------- | -------------------------------- |
| USS Cincinnati (SSN-693)   |                                  |                                  |
|                            |                                  |                                  |
|                            |                                  |                                  |
| Спуск на воду              | 19 лютого 1977 року              | 19 лютого 1977 року              |
| Виведений зі складу флоту  | 29 липня 1996 року               | 29 липня 1996 року               |
| Сучасний статус            | на утилізації                    | на утилізації                    |
| Проєкт                     |                                  |                                  |
| Тип ПЧ                     | SSN                              | SSN                              |
| Головний конструктор       | Newport News Shipbuilding        | Newport News Shipbuilding        |
| Класифікація НАТО          | Los Angeles I                    | Los Angeles I                    |
| Основні характеристики     |                                  |                                  |
| Швидкість (надводна)       | 15 вузлів                        | 15 вузлів                        |
| Швидкість (підводна)       | 32 вузла                         | 32 вузла                         |
| Робоча глибина занурення   | 290 метрів                       | 290 метрів                       |
| Гранична глибина занурення | 450 метрів                       | 450 метрів                       |
| Екіпаж                     | 110 (12 офіцерів)                | 110 (12 офіцерів)                |
| Розміри                    |                                  |                                  |
| Довжина найбільша (по КВЛ) | 110,3 метра                      | 110,3 метра                      |
| Ширина корпусу найб.       | 10 метрів                        | 10 метрів                        |
| Середня осадка (по КВЛ)    | 9,4 метра                        | 9,4 метра                        |
| Водотоннажність надводна   | 5767 тонн                        | 5767 тонн                        |
| Озброєння                  |                                  |                                  |
| Торпедно- мінне озброєння  | 4 × 21 (533 мм) торпедні апарати | 4 × 21 (533 мм) торпедні апарати |

«Цинциннаті» (англ. USS Cincinnati (SSN-693) — багатоцільовий атомний підводний човен, є 6-тим в серії з 62 підводних човнів типу «Лос-Анджелес», побудованих для ВМС США. Він став четвертим кораблем ВМС США з такою назвою, Підводний човен названий на честь міста Цинциннаті, штат Огайо. Призначений для боротьби з підводними човнами і надводними кораблями противника, а також для ведення розвідувальних дій, спеціальних операцій, перекидання спецпідрозділів, нанесення ударів, мінування, пошуково-рятувальних операцій.

## Історія створення
Контракт на будівництво був підписаний з компанією Newport News Shipbuilding, сухий док якої знаходиться в Ньюпорт-Ньюс, штат Вірджинія, 4 лютого 1971 року. Закладка кіля відбулася 6 квітня 1974 року. Церемонія спуску на воду і хрещення відбулась 19 лютого 1977 року. Церемонія введення в експлуатацію відбулася 10 червня 1978 року.

## Історія служби
У серпні 1979 року підводний човен врятував фінських моряків в 100 км від східного узбережжя Флориди, які пробули у воді протягом 22 годин після падіння за борт фінського вантажного судна Finnbeaver.
У листопаді 1980 року, після патрулювання в Середземному морі, субмарину відвідав колишній президент США Річард Ніксон і адмірал Хайман Ріковер для ознайомлення з підводним човном.
У 1981 році підводний човен здійснив навколосвітню подорож, здолавши 60 000 миль.
Був виведений з експлуатації та вилучений з реєстру морських суден 29 липня 1996 року.